# Liebe verjährt nicht (2020)
Liebe verjährt nicht ist ein deutscher Fernsehfilm mit Tanja Wedhorn und Heino Ferch. Der Film wurde auf dem Festival des deutschen Films 2019 gezeigt und wurde am 28. März 2020 in Das Erste erstausgestrahlt.

## Handlung
Piet ist ein ehemaliger Edelrestaurantbesitzer, der wegen Steuerbetrugs zu einer Bewährungsstrafe von 23 Monaten verurteilt wurde und seinen Job verloren hat. Sein Betreuer bei der Agentur für Arbeit zwingt ihn, einen 1-Euro-Job bei der Hamburger Tafel anzunehmen. Als er Essen für die Tafel liefert, trifft er seine Jugendliebe Veronika wieder. Diese ist mittlerweile eine erfolgreiche Auktionatorin. Piet gibt mit seinem ehemaligen Leben an. Veronika kommt ihm aber schnell auf die Schliche und bringt ihn dazu, sie in sein altes Restaurant einzuladen. Dabei versucht er den Schwindel aufrecht zu halten.
Dann wollen sie eine Reise nach Venedig, die sie vor 20 Jahren geplant hatten, durchführen. Zuerst reisen sie mit dem LKW und dann mit einer polnischen Wallfahrergruppe. Zuletzt reisen sie mit einem niederländischen Ehepaar und dessen Enkelkindern nach Südtirol.
Dort kommen sich die beiden näher, aber dann bricht Piet auf, um eine Million Schweizer Franken aus einem Bankschließfach zu holen, was Veronika enttäuscht. Sie verlässt ihn und führt eine Auktion durch. Dann taucht Piet auf und die beiden machen sich gemeinsam auf den Weg.

## Kritik
„Erfüllt den Unterhaltungsauftrag sehr charmant.“